# Ulrich Pierenkämper
Ulrich Pierenkämper (* 24. Dezember 1936) ist ein deutscher ehemaliger Fußballspieler. Der Abwehrspieler gehörte in der Meisterschaftssaison 1957/58 zum Kader des FC Schalke 04.
Pierenkämper blieb in der Oberliga-Saison 1957/58 Ergänzungsspieler und absolvierte kein Spiel für die Gelsenkirchener „Knappen“. In der Folgesaison kam er zu lediglich einem Einsatz auf der Stopperposition am 30. November 1958 beim 3:0-Heimsieg gegen den Meidericher SV. 1959 wechselte Pierenkämper zum Südwest-Oberligisten Eintracht Kreuznach. In der Saison 1959/60 absolvierte er in der Fußball-Oberliga Südwest 12 Ligaspiele und erzielte dabei sieben Tore. Zweimal zeichnete er sich als dreifacher Torschütze aus: Am 6. Dezember 1959 beim 3:2-Heimsieg gegen den VfR Kaiserslautern und am 27. März 1960 beim 4:1-Heimerfolg gegen Mainz 05. Mit den Mitspielern Achim Melcher, Günter Rehbein und Jakob Drescher platzierte sich die Eintracht auf dem 13. Rang. Zur Runde 1960/61 schloss sich Pierenkämper dem SV Hagen an.